# Hoylandswaine
Hoylandswaine är en by i civil parish Penistone, i distriktet Barnsley, i grevskapet South Yorkshire, i England. Byn är belägen 19,6 km från Sheffield. Orten har 807 invånare (2015). Hoyland Swaine var en civil parish 1866–1938 när blev den en del av Penistone. Civil parish hade 792 invånare år 1931. Hoyland Swaine var ett distrikt 1894–1938 när blev den en del av Penistone. Byn omnämns i Domesday Book år 1086 och kallas däri Holan(de)/Holant.